# Питомий імпульс
Питомий імпульс або питома тяга (англ. specific impulse) — показник ефективності ракетного двигуна. Іноді обидва терміни використовуються як синоніми, оскільки вважається, що це фактично різні назви однієї характеристики. Питома тяга застосовується зазвичай у внутрішній балістиці, а питомий імпульс — у зовнішній балістиці. Розмірність питомого імпульсу рівна розмірності швидкості, одиниця вимірювання в системі одиниць SI - метр за секунду.
Питомий імпульс — величина для оцінки тяги ракетних двигунів.
Прийнято оцінювати розмір тяги як створений спаленою за одну секунду одиницею маси палива. Цю величину називають питомим імпульсом ракетного двигуна і вимірюють у секундах (кг тяги/кг згорілого палива в секунду).

## Визначення
Питомий імпульс — характеристика реактивного двигуна, що дорівнює відношенню створюваного ним імпульсу (кількості руху) до витрати (зазвичай масової, але може співвідноситися і, наприклад, з масою або об'ємом) палива. Чим більший питомий імпульс, тим менше палива треба витратити, щоб отримати певний рух. Теоретично питомий імпульс дорівнює швидкості витікання продуктів згоряння, фактично може від неї відрізнятися. Тому питомий імпульс називають так само ефективною (або еквівалентною) швидкістю витікання.
Питома тяга — характеристика реактивного двигуна, що дорівнює відношенню створюваної ним тяги до масової витрати палива. Вимірюється в метрах за секунду (м/с = Н · с/кг = кгс · с/т.е.м.) і означає, в цій розмірності, скільки секунд двигун зможе створювати тягу в 1 Н, витративши при цьому 1 кг палива (або тягу в 1 кгс, витративши при цьому 1 т.е.м. палива). При іншому тлумаченні питома тяга дорівнює відношенню тяги до масової витрати палива; в цьому випадку вона вимірюється в секундах (c = Н · с/Н = кгс · с/кгс). Для переведення масової питомої тяги в масову її треба помножити на прискорення вільного падіння (приблизно дорівнює 9,81 м/с²).
Формула наближеного розрахунку питомого імпульсу (швидкості витікання) для реактивних двигунів на хімічному паливі:
{\displaystyle I_{y}={\sqrt {16641\left(T_{k}{\frac {1-{\frac {p_{a}}{p_{k}}}y}{uy}}\right)}}}
де T k — температура газу в камері згоряння (розпаду); pk і pa — тиск газу відповідно в камері згоряння та на виході з сопла; y — молекулярна маса газу в камері згоряння; u — коефіцієнт, що характеризує теплофізичні властивості газу в камері (зазвичай u ≈ 15). Як видно з формули в першому наближенні, чим вища температура газу, чим менша його молекулярна маса і чим вище співвідношення тисків у камері РД до навколишнього простору, тим вищий питомий імпульс.

## Порівняння ефективності різних типів двигунів
Питомий імпульс є важливим параметром двигуна, що характеризує його ефективність. Це прямо не пов'язано з енергетичною ефективністю палива і тягою двигуна, наприклад, іонні двигуни мають дуже невелику тягу, але завдяки високому питомому імпульсу використовуються як маневрові двигуни в космічній техніці.
Для повітряно-реактивних двигунів (ПРД) розмір питомого імпульсу на порядок вищий, ніж у хімічних ракетних двигунів, завдяки надходженню окисника і робочого тіла з зовнішнього середовища і не врахуванню їхніх витрат у формулі розрахунку імпульсу, в якій фігурує тільки масова витрата пального. Однак, використання навколишнього середовища на великих швидкостях руху викликає виродження ПРД — їхній питомий імпульс падає зі зростанням швидкості. Наведене в таблиці значення відповідає дозвуковим швидкостям.
| Двигун                         | Питомий імпульс | Питомий імпульс |
| Двигун                         | м/сек           | сек             |
| ------------------------------ | --------------- | --------------- |
| Газотурбінний двигун           | 30 000          | 3 000           |
| Твердопаливний ракетний двигун | 2 000           | 200             |
| Рідинний ракетний двигун       | 4 500           | 450             |
| Іонний двигун                  | 30 000          | 3 000           |
| Плазмовий двигун               | 290 000         | 30 000          |

Наведене значення питомого імпульсу для рідинних ракетних двигунів (РРД) відповідає показникам ефективності сучасних киснево-водневих РРД у вакуумі. Найбільше значення, будь-коли продемонстроване на практиці, отримано з використанням трикомпонентної схеми літій/водень/фтор і становить 542 секунди (5320 м/сек), але вона не використовується через технологічні складнощі.

## Характерний питомий імпульс для різних типів двигунів

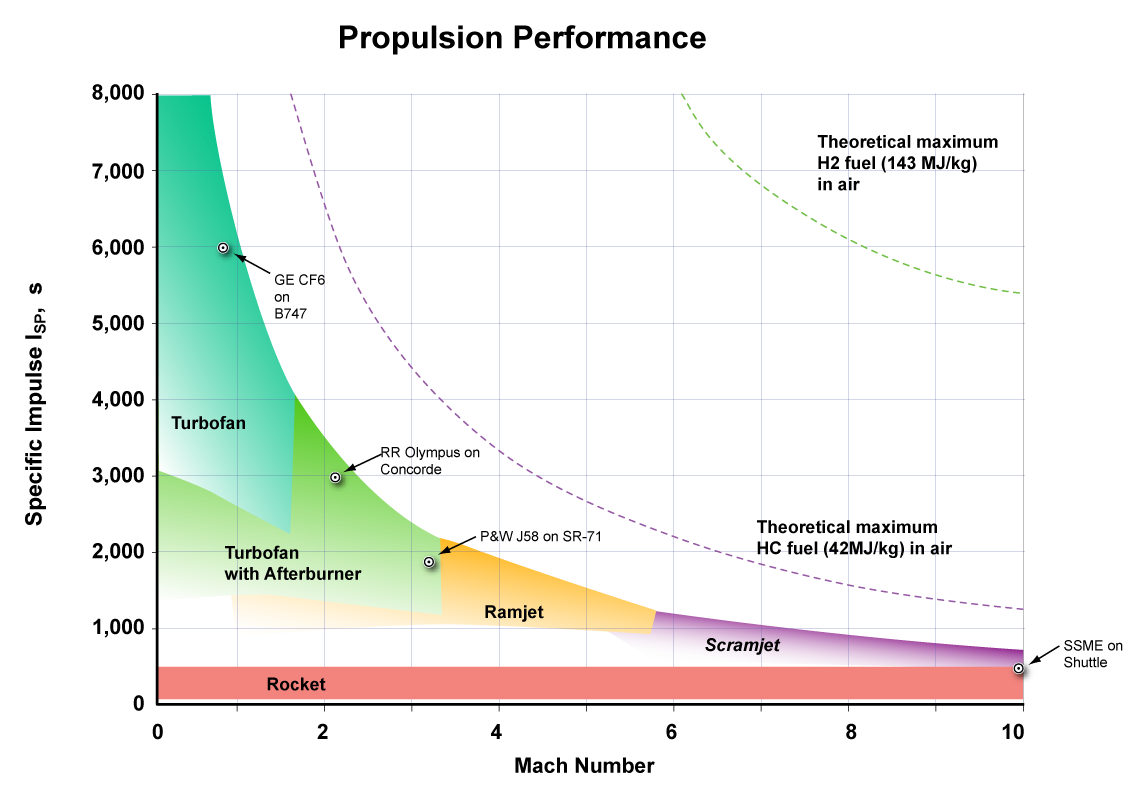
Питомий імпульс різних вуглеводневих палив реактивних двигунів

## Цікаві факти
Можна відзначити гумористичний момент пов'язаний з даною формулою: оскільки вона не має власної назви, фахівці зазвичай називають її «И-формулою» — в кінокомедії „Операція «И» та інші пригоди Шурика“ студенти, які пишуть виведення формули на підлозі коридору, виводять саме цю формулу.